# Tōkyū Kurogane Kōgyō

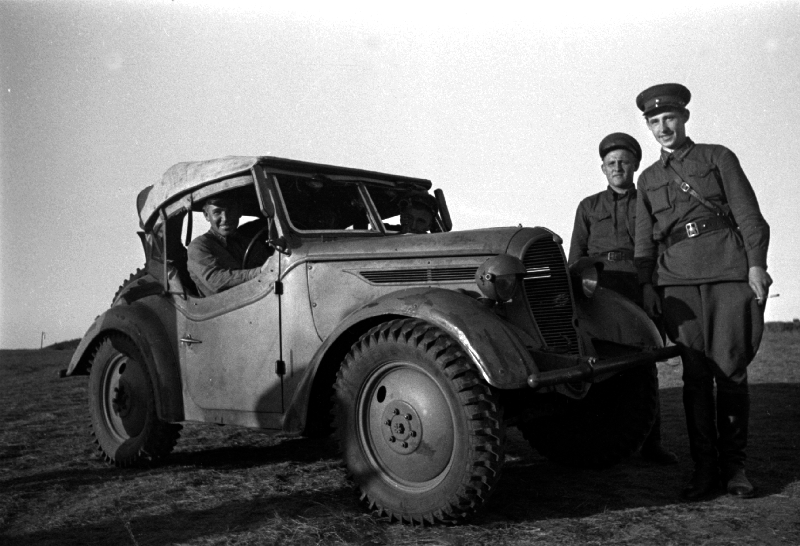
Kurogane 95

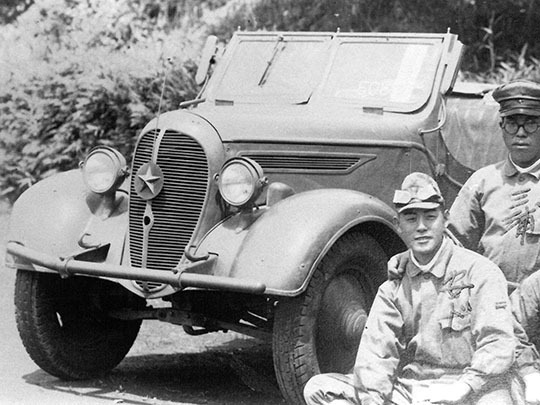
Kurogane 95

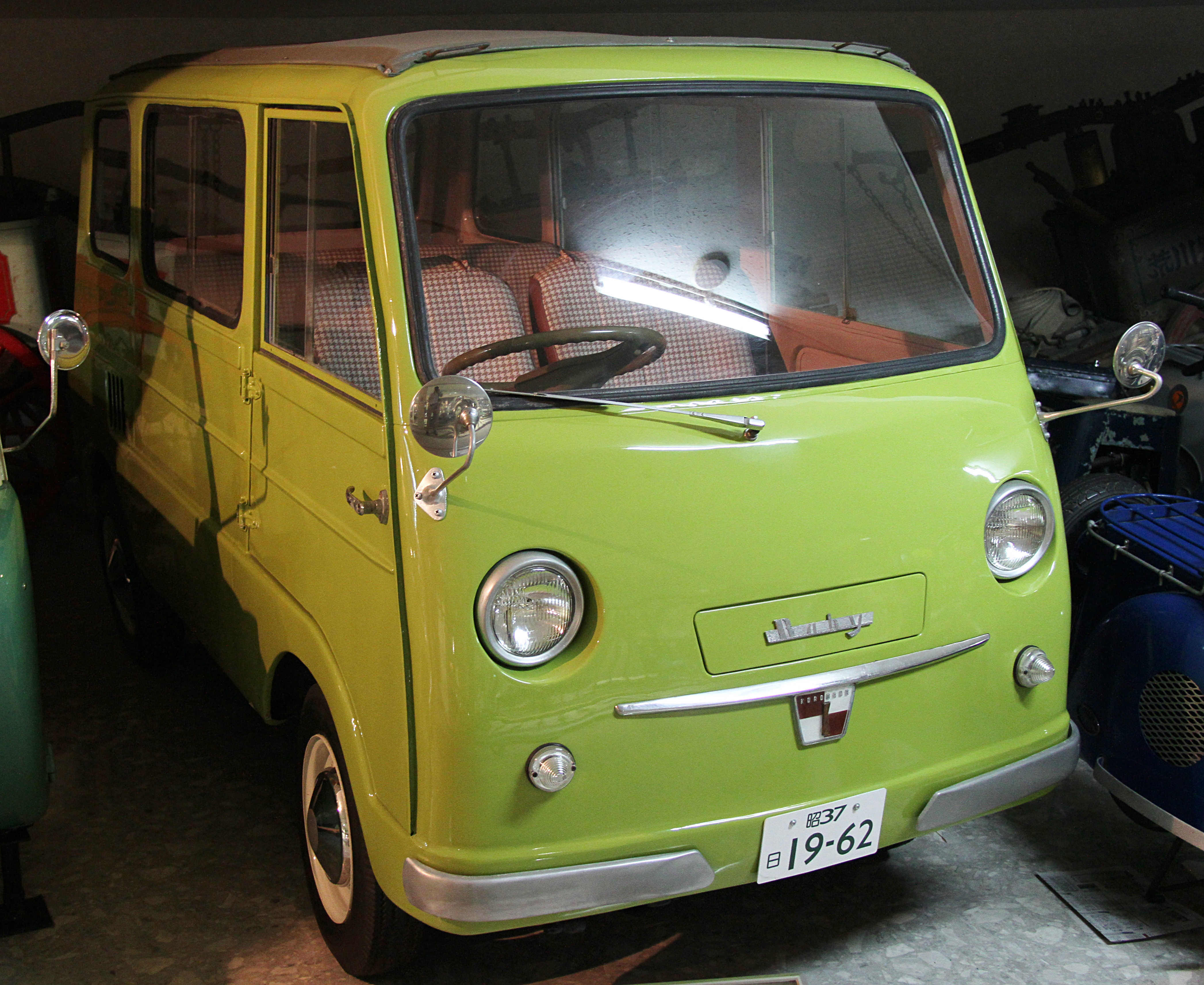
Kurogane Baby

Tōkyū Kurogane Kōgyō K.K. (jap. 東急くろがね工業株式会社), zuvor Nihon Jidōsha K.K. (日本自動車株式会社, auch Nippon Jidōsha), Nihon Nainenki Seizō K.K. (日本内燃機製造株式会社, engl. Nippon Internal Combustion Engine Company Ltd.) und Nihon Jidōsha Kōgyō K.K. (日本自動車工業株式会社, engl. Nippon Motor Industry), war ein Hersteller von Kraftfahrzeugen aus Japan.

## Unternehmensgeschichte
Das Unternehmen Nippon Jidōsha aus Ōmori begann 1928 mit der Produktion von Kraftfahrzeugen. Der Markenname lautete zunächst New Era. 1936 erfolgte die Umfirmierung in Nihon Nainenki Seizō K.K. Ab 1937 lautete der Markenname Kurogane (くろがね). Allerdings wurden bereits 1935 und 1936 Prototypen so genannt. Weitere Werke befanden sich zu der Zeit in Amagasaki, Kamata, Kawasaki und Samukawa.
Nach dem Krieg wurde das Werk Kamata zeitweise an Toyota vermietet. 1957 wurde Ōta Jidōsha Kōgyō übernommen und die Firmierung in Nihon Jidōsha Kōgyō K.K. geändert. Andere Quellen nennen für die Zeit von 1935 bis 1959 nur eine Firmierung, entweder Nippon Nainenki Seizo oder Nippon Jidōsha. 1959 erfolgte die letzte Umfirmierung in Tōkyū Kurogane Kōgyō bzw. fälschlich auch Tokyo Kurogane Kogyo.
1962 endete die Produktion.

## Fahrzeuge

### Personenkraftwagen
Ab den späten 1920er-Jahren entstanden mehrere Typen von Personenkraftwagen. Deren Entwicklung orientierte sich teilweise an Modellen der Nordamerikanischen Automobilindustrie. Für die Entwicklung der leichteren Fahrzeuge nahm man sich europäische Modelle wie beispielsweise von DKW zur Orientierung.

### Nutzfahrzeuge
Zunächst entstanden dreirädrige Nutzfahrzeuge mit einzelnem Vorderrad. Ab 1949 fertigte das Unternehmen überwiegend Nutzfahrzeuge mit drei und vier Rädern. Darunter war das Modell Baby mit einem luftgekühlten Zweizylinder-Viertaktmotor mit 356 cm³ Hubraum und 18 PS Leistung im Heck.

### Militärfahrzeuge
Für das japanische Militär entstanden etliche Fahrzeuge, darunter auch ein motorisiertes Lastendreirad, das als Modell „Motor-Tricycle-Kurrogane“ bekannt ist und konstruktive Ähnlichkeiten mit dem italienischen Moto Guzzi TriAlce hat.
Um 1933 sah das japanische Militär Bedarf für allradgetriebene Geländewagen, wie den Mitsubishi PX-33, der allerdings nicht eingeführt wurde. Stattdessen kam 1937 von Kurogane der Typ 95 Aufklärungswagen zum Militär. Vorausgegangen war 1935 ein Prototyp als zweitürige Limousine als Type 95 Model 1 und 1936 ein Roadster als Type 95 Model 2. Dieser Kleinwagen mit Allradantrieb war für das Militär konzipiert worden. Es gab auch Varianten als Pickup. Anfangs bot er zwei Sitze, später drei Sitze. Hiervon entstanden etwa 3.000 Fahrzeuge oder insgesamt rund 4.800 Fahrzeuge.